# Viktar Zuyeu
Viktar Valerievich Zuyeu –en bielorruso, Віктар Валер'евіч Зуеў– (Vítebsk, URSS, 22 de mayo de 1983) es un deportista bielorruso que compitió en boxeo.
Participó en dos Juegos Olímpicos de Verano, en los años 2004 y 2008, obteniendo una medalla de plata en Atenas 2004, en el peso pesado. Ganó dos medallas de bronce en el Campeonato Mundial de Boxeo Aficionado, en los años 2003 y 2009, y cuatro medallas en el Campeonato Europeo de Boxeo Aficionado entre los años 2002 y 2013.

## Palmarés internacional
| Juegos Olímpicos   | Juegos Olímpicos    | Juegos Olímpicos  | Juegos Olímpicos |
| Año                | Lugar               | Medalla           | Categoría        |
| ------------------ | ------------------- | ----------------- | ---------------- |
| 2004               | Atenas (Grecia)     | Medalla de plata  | 91 kg            |
| Campeonato Mundial |                     |                   |                  |
| Año                | Lugar               | Medalla           | Categoría        |
| 2003               | Bangkok (Tailandia) | Medalla de bronce | 91 kg            |
| 2009               | Milán (Italia)      | Medalla de bronce | +91 kg           |
| Campeonato Europeo |                     |                   |                  |
| Año                | Lugar               | Medalla           | Categoría        |
| 2002               | Perm (Rusia)        | Medalla de bronce | 91 kg            |
| 2004               | Pula (Croacia)      | Medalla de plata  | 91 kg            |
| 2010               | Moscú (Rusia)       | Medalla de plata  | +91 kg           |
| 2013               | Minsk (Bielorrusia) | Medalla de bronce | +91 kg           |